# Ygor Carvalho Vieira
Ygor Carvalho Vieira (* 16. April 1991 in Belo Horizonte) ist ein brasilianischer Fußballspieler.

## Karriere
Ygor spielte von 2013 bis 2015 für den Independente FC in der Staatsmeisterschaft von São Paulo. Im Juli 2015 wechselte er nach Österreich zum viertklassigen FC Langenegg. Für Langenegg absolvierte er in der Saison 2015/16 23 Spiele in der Vorarlbergliga, in denen er 13 Tore erzielte.
Zur Saison 2016/17 wechselte er zum Regionalligisten FC Dornbirn 1913. Im Juli 2016 debütierte er in der Regionalliga, als er am ersten Spieltag jener Saison gegen den USK Anif in der Startelf stand. Sein erstes Tor erzielte er im August 2016 bei einer 3:1-Niederlage gegen den Salzburger AK 1914. Bis Saisonende kam er zu 26 Einsätzen in der Regionalliga, in denen er 16 Tore erzielte.
In der Saison 2017/18 absolvierte er 20 Spiele und erzielte dabei zehn Tore. Mit Dornbirn konnte er in der Saison 2018/19 Meister der Westliga werden und somit in die 2. Liga aufsteigen. In der Meistersaison kam er zu 28 Einsätzen, in denen er 25 Tore erzielte, wodurch er Torschützenkönig wurde. Sein Debüt in der zweithöchsten Spielklasse gab er im Juli 2019, als er am ersten Spieltag der Saison 2019/20 gegen den SC Austria Lustenau in der Startelf stand. In jenem Spiel, das Dornbirn mit 3:1 verlor, erzielte Ygor auch sein erstes Zweitligator.
Im August 2019 wechselte er nach Ägypten zum Erstligisten FC Masr, bei dem er einen bis Juni 2023 laufenden Vertrag erhielt.
Nach anderthalb Jahren Vereinslosigkeit kehrte Ygor nach Vorarlberg zurück und schloss sich dem SV Lochau an.